# Федоренко Володимир Ілліч
Володимир Ілліч Федоренко (нар. 17 березня 1974, село Рудня-Радовельська Олевського району Житомирської області) — український діяч, 1-й заступник голови Житомирської обласної державної адміністрації. Голова Житомирської обласної ради з 27 листопада 2020 року.

## Життєпис
З 1997 по 2004 рік був приватним підприємцем.
У серпні 2006 — вересні 2008 року — виконавчий директор ТОВ «Барса» в місті Києві.
У вересні 2008 — жовтні 2017 року — виконавчий директор ТОВ «Солонь» у місті Києві.
У 2014 році закінчив вищий навчальний заклад «Університет сучасних знань», спеціальність «Правознавство», кваліфікація «юрист».
У жовтні 2017 — листопаді 2019 року — фізична особа-підприємець.
У листопаді 2019 — листопаді 2020 року — 1-й заступник голови Житомирської обласної державної адміністрації.
25 жовтня 2020 року обраний депутатом Житомирської обласної ради від партії «Слуга народу».
У листопаді 2020 року пройшов навчання за спеціалізованим курсом підготовки фахівців з цивільного захисту в Інституті державного управління та наукових досліджень з цивільного захисту.
З 27 листопада 2020 року — голова Житомирської обласної ради.